# ريتشارد إس. ويلر
ريتشارد إس. ويلر (بالإنجليزية: Richard S. Wheeler)‏ هو كاتب أمريكي، ولد في 1935 في ميلواكي في الولايات المتحدة، وتوفي في 24 فبراير 2019 في ليفينغستون في الولايات المتحدة.